# Ганс Бергер
Ганс Бергер — німецький психіатр та фізіолог. Досліджував електричні властивості мозку за психічних хвороб.

## Біографія
Ганс Бергер народився в родині лікаря регіонального психіатричного притулку Кобурга Паула Фридріха Бергера. Його дідусем за матір'ю був відомий на той час німецький поет та перекладач Фрідріх Рюккерт. Після закінчення гімназії у 18 років Ганс мріяв стати астрономом і всупереч волі батька вступив до Берлінського університету. Проте через рік життя в Берліні Бергер розчарувався та пішов на військову службу, відбуваючи її у 1892 році в Вюрцбургу.
Бергер здобув ступінь доктора медицини в Єнському університеті 1897 року.

## Наукова діяльність
Вперше виміряв електроенцефалограму з поверхні голови людини у 1924 році. Фактично удосконалив метод Володимира Правдич-Немінського, отримавши ті самі результати, які Немінський виміряв на мозку собаки у 1913 та 1925 році. Назвав метод замість електроцеребрографії електроенцефалографією. Останній термін увійшов у наукове та медичне використання. Разом з тим Правдич-Немінський намагався відстоювати свій пріоритет та термін, проте невдало.
Окрім робіт з ЕЕГ вивчав зміни інтелектуальних здатностей у хворих з травмами мозку. Бергер одним з перших описав, що люди з пошкодженням лобних часток кори головного мозку мають проблему з мовою («застрягання», персеверацію).

## Наукові праці
Першу працю щодо «електроенцефалографії» видав у 1929 році, після чого опублікував ще 23 наукові статті на цю тему.
- Berger, H. Über das Elektrenkephalogramm des Menschen. [Архівовано 28 грудня 2016 у Wayback Machine.] Archiv f. Psychiatrie (1929) 87: 527. doi:10.1007/BF01797193

## Бергер і нацистський режим
Під час роботи в клініці одразу після Першої світової війни та за часів Веймарської республіки Бергер мав проблеми в стосунках з керівництвом, оскільки дотримувався правих політичних поглядів, порівняно зі загальними соціалістичними настроями того часу. При цьому в багатьох джерелах згадуються переслідування з боку нацистів, які ніби-то й призвели до самогубства Бергера. Але 2013 року було опубліковано архівне дослідження, яке виявило, що в 1938 році Бергер був серед інших співробітників клініки Єнського університету, які були запрошені до так званого «євгенічного суду» для медичних висновків у справах стерилізації психічно хворих людей. 6 апеляцій на рішення цього суду були відхилені за рекомендаціями Бергера. Крім того, асистент Бергера Рудольф Лемке входив до таких судів у ролі засідателя або асесора, з чим пов'язані ще 25 вироків щодо стерилізації. 1938 року в зв'язку з відставкою Бергера звільнили й від роботи експерта суду. Проте вже в 1941 році ректор Єнського університету, нацист та расист Карл Астель запросив Бергера повернутися до суду, на що той реагував позитивно, хоча й не зміг розпочати працювати через стан здоров'я. Також він підтримував призначення на посаду свого наступника євгеніка Бертольда Кіна. Разом із тим на відміну від багатьох працівників університету Бергер не вступив ані до НСДАП, ані до СА, ані до СС. Він був членом спілки підтримки СС та сплачував внески на користь СС, хоча так поводили себе також ті, хто намагалися захиститися від переслідувань нацистського режиму.